# Europees kampioenschap voetbal 2008 (Groep A) Zwitserland - Portugal
Dit artikel gaat over de wedstrijd in de groepsfase in groep A tussen Zwitserland en Portugal gespeeld op 15 juni 2008 tijdens het Europees kampioenschap voetbal 2008.

## Voorafgaand aan de wedstrijd
- Zwitserland was na twee nederlagen al uitgeschakeld voor de kwartfinales. Portugal was na twee overwinningen al zeker van de kwartfinale als poulewinnaar. Portugal treedt daarom aan met hoofdzakelijk reservespelers.
- Dit is de laatste wedstrijd voor zowel voor de keeper Pascal Zuberbühler, die speelt voor Benaglio, als voor de coach Jakob Kuhn in het Zwitserse nationale team.
- Zowel Alexander Frei als Marco Streller ontbreekt door blessures; de aangeslagen Tranquillo Barnetta zit op de reservebank.

## Wedstrijdgegevens

De basisopstellingen van beide landen.

| Datum                | 15 juni 2008              | 15 juni 2008              |
| Stadion              | St. Jakob Park, Bazel     | St. Jakob Park, Bazel     |
| Toeschouwers         | 42.500                    | 42.500                    |
| Scheidsrechter       | Konrad Plautz             | Konrad Plautz             |
| Assistenten          | Egon Bereuter Markus Mayr | Egon Bereuter Markus Mayr |
| Vierde man           | Ivan Bebek                | Ivan Bebek                |
| Man van de wedstrijd | Hakan Yakin               | Hakan Yakin               |
|                      | Zwitserland               | Portugal                  |
| Doelpunten           | 2                         | 0                         |
| Gele kaarten         | 5                         | 4                         |
| Rode kaarten         | 0                         | 0                         |
| Wissels              | 3                         | 3                         |
| Schoten op doel      | 10                        | 5                         |
| Schoten naast doel   | 5                         | 4                         |
| Overtredingen        | 26                        | 24                        |
| Hoekschoppen         | 5                         | 2                         |
| Buitenspel           | 1                         | 6                         |
| Vrije trappen        | 29                        | 26                        |
| Strafschoppen        | 0                         | 0                         |
| Balbezit (tijd)      |                           |                           |
| Balbezit (%)         | 47                        | 53                        |

| Zwitserland | 2 – 0           | Portugal |
| Hakan Yakın 71' 83' | goals (assists) | |
| Jakob Kuhn | bondscoach      | Luiz Felipe Scolari |
| Pascal Zuberbühler Ludovic Magnin Philippe Senderos Stephan Lichtsteiner 83' Gökhan Inler Hakan Yakın 86' Eren Derdiyok Gelson Fernandes Valon Behrami Patrick Müller Johan Vonlanthen 61' | opstellingen    | Ricardo Pereira 41' Paulo Ferreira Bruno Alves Fernando Meira Raul Meireles Miguel Pepe Ricardo Quaresma 71' Miguel Veloso Nani 74' Hélder Postiga |
| Tranquillo Barnetta 61' Ricardo Cabanas 86' Stéphane Grichting 83' | wissels         | 74' Hugo Almeida 71' João Moutinho 41' Jorge Ribeiro                                                                                               |
| Hakan Yakın 27' Gelson Fernandes 90+2' Johan Vonlanthen 37' Tranquillo Barnetta 81' | gele kaarten    | 30' Paulo Ferreira 78' Fernando Meira 81' Miguel 64' Jorge Ribeiro                                                                                 |
| | rode kaarten    | |

## Trivia
- Na twee gelijke spelen en zes nederlagen was het voor Zwitserland de eerste overwinning op een eindronde van een Europees kampioenschap voetbal mannen.
- Hakan Yakin scoort in deze wedstrijd twee goals, waarvan een uit een strafschop. Hij is daarmee de enige speler van Zwitserland die gescoord heeft op het EK 2008 (in totaal drie keer).

## Overzicht van wedstrijden
| Groepswedstrijden | | | |
| Groep A | Groep B | Groep C | Groep D |
| Zwitserland - Tsjechië Portugal - Turkije Tsjechië - Portugal Zwitserland - Turkije Zwitserland - Portugal Turkije - Tsjechië | Oostenrijk - Kroatië Duitsland - Polen Kroatië - Duitsland Oostenrijk - Polen Oostenrijk - Duitsland Polen - Kroatië | Roemenië - Frankrijk Nederland - Italië Italië - Roemenië Nederland - Frankrijk Nederland - Roemenië Frankrijk - Italië | Spanje - Rusland Griekenland - Zweden Zweden - Spanje Griekenland - Rusland Griekenland - Spanje Rusland - Zweden |
| Kwartfinales | | | |
| Portugal - Duitsland | Kroatië - Turkije | Nederland - Rusland | Spanje - Italië                                                                                                   |
| Halve finales | | | |
| Duitsland - Turkije | Duitsland - Turkije                                                                                                  | Rusland - Spanje | Rusland - Spanje                                                                                                  |
| Finale | | | |
| Duitsland - Spanje | | | |